# Karol Kałuża
Karol Kałuża (ur. 21 października 1899 w Załężu, zm. 9 listopada 1943 w KL Dachau) – polski duchowny rzymskokatolicki, proboszcz parafii śś. Apostołów Piotra i Pawła w Skoczowie, więzień niemieckich nazistowskich obozów koncentracyjnych.

## Życiorys

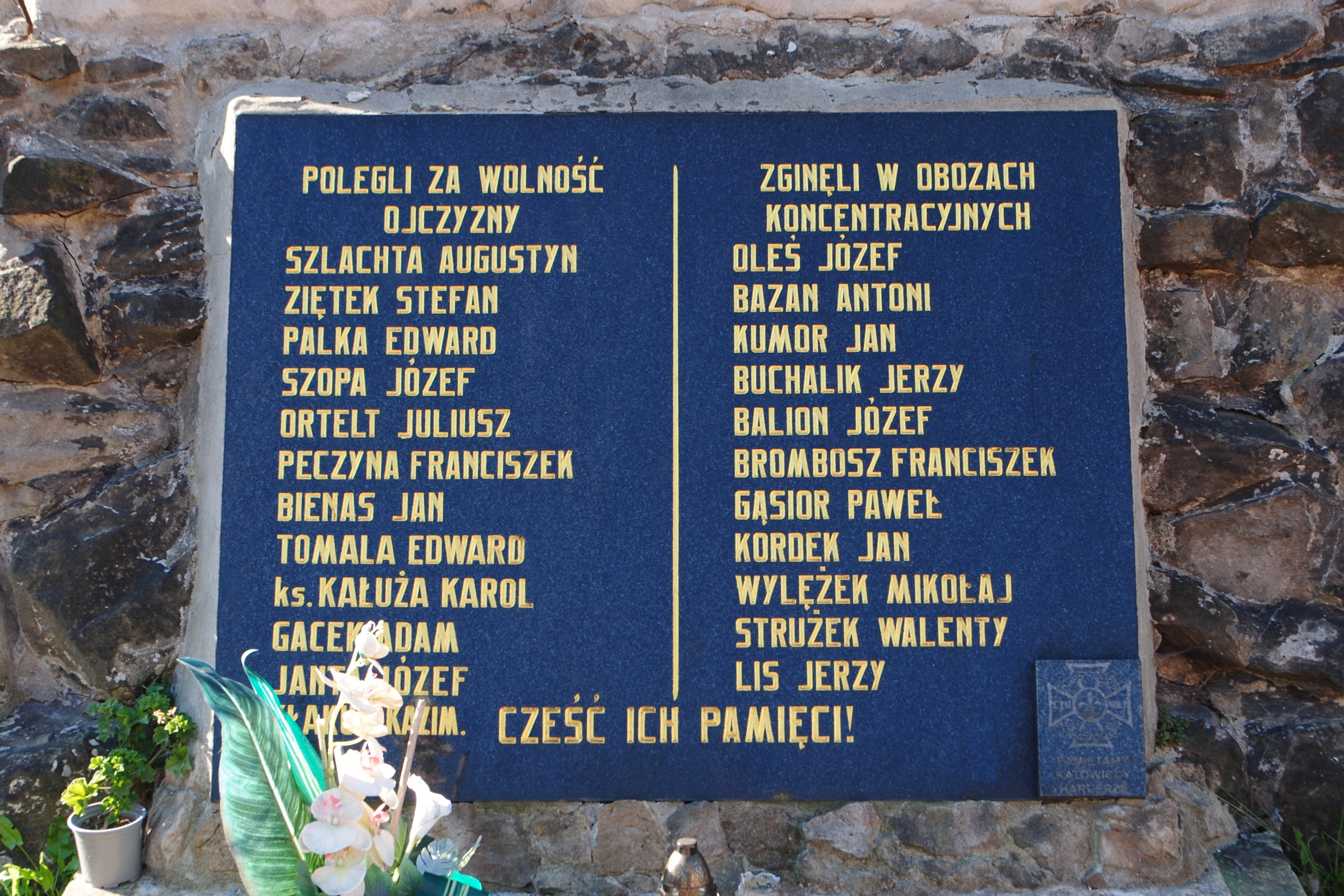
Tablica pamiątkowa przed kościołem pw. św. Józefa w Katowicach, upamiętniająca poległych w czasie II wojny światowej; nazwisko ks. Karola Kałuży jest w lewej kolumnie

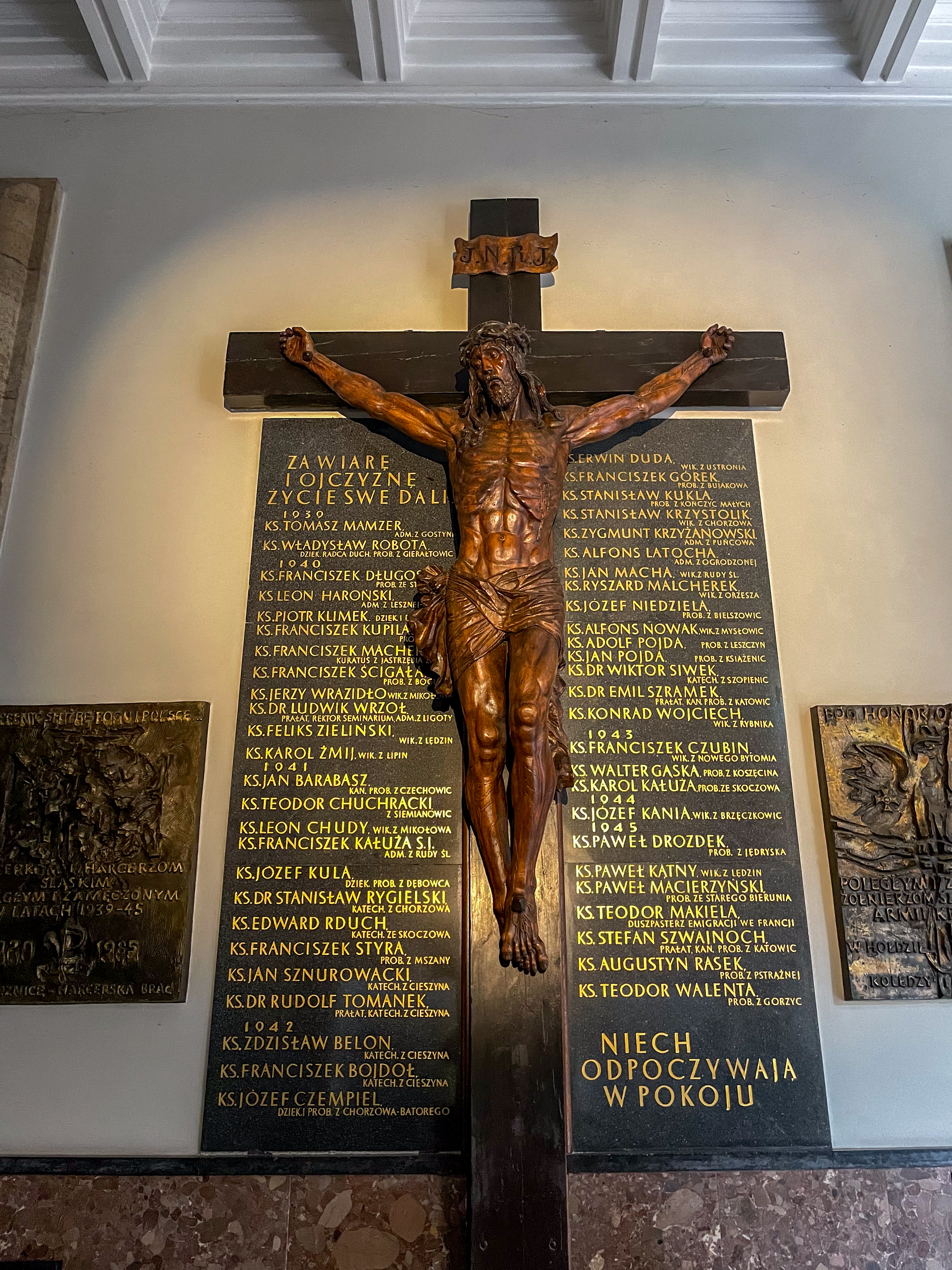
Tablica upamiętniająca zamordowanych księży z diecezji katowickiej (w tym ks. Karola Kałużę; po prawej stronie) wewnątrz archikatedry Chrystusa Króla w Katowicach (2024)

Urodził się 21 października 1899 roku w Załężu (późniejsza część Katowic) w rodzinie Jana i Bronisławy z d. Kret. Uczęszczał do gimnazjum w Katowicach (późniejsze III Liceum Ogólnokształcące im. A. Mickiewicza w Katowicach), a chcą uniknąć niemieckiej matury egzamin dojrzałości zdał 10 października 1920 roku w Bytomiu. W okresie powstań śląskich był czynnym działaczem plebiscytowym – po maturze, do końca 1921 roku współpracował z Polskim Komisariatem Plebiscytowym.
W październiku 1921 roku został przyjęty do Śląskiego Seminarium Duchownego w Krakowie i rozpoczął naukę na Wydziale Teologicznym Uniwersytetu Jagiellońskiego. 20 czerwca 1926 roku przyjął święcenia kapłańskie. W czasie wakacji pomagał w pracy duszpasterskiej w jedłownickiej parafii, po czym prowadził działalność duszpasterską jako wikary w parafii pw. św. Wawrzyńca i św. Antoniego w Nowej Wsi. Następnie posługiwał w parafii św. Jadwigi Śląskiej w Królewskiej Hucie i w Mikołowie jako katecheta gimnazjalny. W tym okresie działał także m.in. jako prezes Koła Przyjaciół Harcerstwa.
14 stycznia 1939 roku został zatwierdzony na stanowisku proboszcza parafii śś. Apostołów Piotra i Pawła w Skoczowie. W pierwszych dniach niemieckiej okupacji żądano od niego wywieszenia flagi niemieckiej na kościele parafialnym. Gdy odmówił, znalazł się na liście wrogów III Rzeszy sporządzonej przez skoczowskich Niemców i kolaborantów. 
Został aresztowany 24 kwietnia (bądź 24 maja) 1940 roku. Po przetrzymaniu w cieszyńskim więzieniu, przewieziono go do KL Dachau 28 kwietnia 1940 roku w III transporcie polskich kapłanów w ramach akcji Intelligenzaktion Schlesien. 5 czerwca tego samego roku został przetransportowany do KL Gusen I, gdzie niewolniczo pracował w kamieniołomach, a 8 grudnia będąc całkowicie wycieńczony ponownie trafił do KL Dachau, gdzie został zarejestrowany pod nr. 21960.
Zmarł w Dachau 9 listopada 1943 roku.

## Upamiętnienie
- Nazwisko na tablicy pamiątkowej przy kościele pw. św. Józefa w Katowicach[8],
- Nazwisko na tablicy pamiątkowej wewnątrz archikatedry Chrystusa Króla w Katowicach[6],